# Гальван, Хуан
Хуа́н Пе́рес Гальван (исп. Juan Pérez Galbán), также Гальбан (исп. Galbán) — испанский художник, представитель арагонской школы времён золотого века испанской живописи. 
Некоторые свои работы Гальван подписывал на латинский манер Иоаннес (исп. Joannes Pérez Galvan). В некоторых источниках второе имя Гальвана не Перес, а Химинес (англ. Jiménez).

## Биография
Выходец из благородной и состоятельной семьи. В 1615 году, будучи учеником живописца и проживая в Сарагосе, женился на Анне Марсал (исп. Ana Marzal), чьи родители проживали в Риме, куда в дальнейшем Гальван и отправился для продолжения обучения. Хусепе Мартинес в своём трактате о барочной живописи «Практические рассуждения о благороднейшем искусстве живописи» (Discursos practicables del nobilísimo arte de la pintura) пишет, что Гальван провёл в Италии 10 лет, вероятно, этот период значительно короче, с 1619 года, когда задокументированные следы Хуана в Сарагосе обрываются, до 1623 года, когда Гальван упоминается в приходской книге Ла Сео (Антонио Паломино в своём сборнике биографий живописцев Испании пишет, что Хуан вернулся в Сарагосу только в 1624 году). В это время Гальван работал над росписью алтарного настава в монастыре Ордена босых кармелитов, которых не сохранился до наших дней. В 1626 году по заказу Совета Уэски скопировал четыре портрета, написанные Фелипе Ариосто, для зала заседаний арагонских кортесов (сейчас они вывешены в зале заседаний городского Совета Уэски). В 1620-х Гальван занимался росписью стен церкви монастыря в Эпиле, а в 1631 картиной Святой Вотус, хранящейся в монастыре Сан-Хуан-де-ла-Пенья. Через год вместе с Мартинесом он выступает в качестве жюри для оценки качества копии портретов для Зала кортесов, запрошенных королём Филиппом IV, чей экземпляр делал Франсиско Камильо.
В 1637 году Гальван занимается алтарём капеллы Елены Равноапостольной, Богоматери Кармельской и Святого таинства в соборе Ла Сео (совместно с Франческо Лупичини и Хуаном де Оркойеном). В период между 1650 и 1650 годами Гальван занимался росписью (фрески, картины на холстве для настава альтаря и купол) капеллы святых Юсты и Руфины в том же соборе.